# 鄧方
鄧 方（とう ほう、? - 222年?）は、中国後漢末期から三国時代の武将・政治家。字は孔山。荊州南郡の人。

## 事跡
鄧方に関する史料は、陳寿が『三国志』を編纂した頃には散逸してしまっていたため、同蜀書では立伝されていない。楊戯の『季漢輔臣賛』に取り上げられている。
荊州従事として劉備の入蜀に随従し、益州平定後は犍為属国都尉に任命された。犍為属国が朱提郡となるのに伴い朱提太守となった。その後、安遠将軍・庲降都督に任命され、南昌県に駐屯した。章武2年（222年）、死去。庲降都督の後任には李恢が就いた（李恢伝）。
『季漢輔臣賛』では、鄧方の人物像について「強い意志を持ち、真に立派で節操が堅く、財を軽んじて果断にして勇ましく、艱難に惑わず、少数をもって多数を防ぎ、異域において職務を全うした」と記述している。
小説『三国志演義』には登場しない。